# رايخسجاو الدانوب العلوى
رايخسجاو الدانوب العلوي التقسيم الإداري من ألمانيا النازية، التي أنشئت بعد الضم (ضم النمسا) في عام 1938 وحلت في عام 1945. كان يتألف مما يسمى اليوم النمسا العليا، وأجزاء من جنوب بوهيميا، وجزء صغير من زالسكامرغوت الذي تم ضمه من ستيريا.
كان للجاو اللقب الفخري "Home Gau of the Führer" ( (بالألمانية: Heimatgau des Führers)‏،  منذ أن ولد أدولف هتلر في براوناو آم إن وقضى معظم حياته المبكرة في لينز. كان منزله البرغهوف يقع في جاره غاو ميونيخ-بافاريا العليا.

## التاريخ
تم إنشاء نظام النازي جاو في الأصل في مؤتمر للحزب في 22 مايو 1926، من أجل تحسين إدارة هيكل الحزب. منذ عام 1933 وما بعده، بعد الاستيلاء النازي على السلطة، حل الجاو محل الولايات الألمانية كتقسيمات إدارية في ألمانيا. 
على رأس كل جاو، هناك غاوليتر ذو صلاحيات شبه مطلقة. كل غاولتير محلي غالبًا ما كان يشغل مناصب حكومية بالإضافة إلى مناصب حزبية وكان مسؤولًا، من بين أشياء أخرى، عن الدعاية والمراقبة، ومنذ سبتمبر 1944 فصاعدًا، فولكسستورم والدفاع عن الغاو.  
تم شغل منصب غاولايتر الدانوب العلوى من قبل أغسطس إيجروبر طوال فترة وجود رايخسجاو.  
يقع معسكر اعتقال ماوتهاوزن في رايخسجاو الدانوب العلوى. من بين 199404 سجينًا تم إرسالهم إلى المخيم، توفي 119000 في الظروف القاسية في المخيم من خلال العمل الزائد وسوء التغذية والإرهاق. 

## روابط خارجية
- قائمة مصورة من Gauleiter